# Armand Béouindé
Armand Roland Pierre Béouindé, né le 10 novembre 1962 à Kaya, est le maire de Ouagadougou, capitale du Burkina Faso, depuis le 18 juin 2016.

## Biographie
Armand Roland Pierre Béouindé, né le 10 novembre 1962 à Kaya est gestionnaire de formation, il occupe des responsabilités à la tête de plusieurs entreprises : directeur commercial d'Alpha-Press, directeur commercial de Graphi Service, directeur général de Graphi Imprim. Il est aussi actif dans le monde associatif : vice-président de l'A2DI (Association pour le développement durable intègre du Burkina-Faso), coordonnateur du « Service pastoral pour la formation et l’accompagnement des responsables » (Sepafar), ancien président de l'ASFA-Yennenga, et président de plusieurs associations de jeunesse, conseiller des jeunes cadres engagés « Aurore ».
Il commence sa carrière politique par sa participation active à l’avènement de la révolution du 4 août 1983 comme membre de l’ULCR. Il adhère en 2010 au CDP. Proche du président Kaboré, il suit celui-ci pour devenir membre fondateur du MPP en janvier 2014 lors de la démission des leaders politiques dont Roch Marc Christian Kaboré, Salif Diallo et Simon Compaoré.

### Famille
Armand Béouindé est marié et père de quatre enfants.
Il est le frère cadet de Christophe Beouinde, étudiant mort par balles sous la révolution, vers la fin des années 1980.